# Turn- und Sportverein Düdingen 2019-2020
Questa voce raccoglie le informazioni riguardanti il Turn- und Sportverein Düdingen nella stagione 2019-2020.

## Organigramma societario
Area direttiva
- Presidente: Christian Marbach

Area tecnica
- Allenatore: Dario Bettello
- Secondo allenatore: Serge Andrey
- Scoutman: Marco Kämpf

## Rosa
| N° | Nome             | Ruolo | Data di nascita  | Nazionalità sportiva |
| -- | ---------------- | ----- | ---------------- | -------------------- |
| 1  | Noemi Portmann   | L     | 14 marzo 2001    | Svizzera             |
| 3  | Ralina Doškova   | O     | 7 giugno 1995    | Bulgaria             |
| 4  | Méline Pierret   | P     | 18 gennaio 1999  | Svizzera             |
| 5  | Thays Deprati    | L     | 14 aprile 1992   | Svizzera             |
| 6  | Anna Mebus       | P     | 5 novembre 1999  | Paesi Bassi          |
| 7  | Simona Dimitrova | S     | 17 luglio 1994   | Bulgaria             |
| 8  | Samira Sulser    | C     | 22 dicembre 1995 | Svizzera             |
| 11 | Sarina Brunner   | S     | 8 luglio 1997    | Svizzera             |
| 12 | Léa Zurlinden    | S     | 20 agosto 2001   | Svizzera             |
| 13 | Inès Granvorka   | S     | 13 agosto 1991   | Svizzera             |
| 15 | Ségolène Girard  | C     | 18 novembre 1995 | Svizzera             |
| 16 | Flavia Knutti    | L     | 13 gennaio 1998  | Svizzera             |
| 17 | Elena Steinemann | S     | 8 dicembre 1994  | Svizzera             |
| 18 | Samantha Cash    | C     | 5 maggio 1993    | Stati Uniti          |

## Risultati

### Lega Nazionale A

#### Girone di andata
| 1ª giornata - 13 ottobre 2019 Sporthalle Leimacker, Düdingen      | Düdingen            | 3 - 0 | Cheseaux       | 25-23, 25-22, 25-16              |
| 2ª giornata - 18 ottobre 2019 Salle de la Pépinière, Les Breuleux | Franches-Montagnes  | 0 - 3 | Düdingen       | 22-25, 20-25, 18-25              |
| 3ª giornata - 20 ottobre 2019 Sporthalle Leimacker, Düdingen      | Düdingen            | 3 - 1 | Genève         | 25-17, 22-25, 25-18, 25-21       |
| 4ª giornata - 26 ottobre 2019 Sporthalle Leimacker, Düdingen      | Düdingen            | 3 - 0 | Neuchâtel      | 26-24, 25-19, 25-13              |
| 5ª giornata - 2 novembre 2019 BBC Arena, Sciaffusa                | Kanti               | 3 - 2 | Düdingen       | 22-25, 27-25, 21-25, 25-23, 15-8 |
| 6ª giornata - 10 novembre 2019 Sporthalle Leimacker, Düdingen     | Düdingen            | 3 - 0 | Val-de-Travers | 25-21, 25-23, 25-19              |
| 7ª giornata - 17 novembre 2019 Palestra Palamondo, Cadempino      | Lugano              | 1 - 3 | Düdingen       | 25-23, 20-25, 18-25, 5-25        |
| 8ª giornata - 23 novembre 2019 Mehrzweckhalle Löhrenacker, Aesch  | Sm'Aesch Pfeffingen | 3 - 1 | Düdingen       | 25-23, 25-17, 15-25, 25-22       |
| 9ª giornata - 30 novembre 2019 Sporthalle Leimacker, Düdingen     | Düdingen            | 3 - 0 | Toggenburg     | 25-21, 25-23, 25-15              |

#### Girone di ritorno
| 10ª giornata - 7 dicembre 2019 Salle Derrière-la-Ville 5, Cheseaux     | Cheseaux       | 2 - 3 | Düdingen            | 25-11, 28-26, 21-25, 18-25, 24-26 |
| 11ª giornata - 15 dicembre 2019 Sporthalle Leimacker, Düdingen         | Düdingen       | 1 - 3 | Franches-Montagnes  | 14-25, 25-22, 17-25, 17-25        |
| 12ª giornata - 21 dicembre 2019 Henry-Dunant, Ginevra                  | Genève         | 0 - 3 | Düdingen            | 22-25, 22-25, 13-25               |
| 13ª giornata - 5 gennaio 2020 Halle de la Riveraine, Neuchâtel         | Neuchâtel      | 2 - 3 | Düdingen            | 19-25, 25-27, 25-19, 25-21, 13-15 |
| 14ª giornata - 15 gennaio 2020 Sporthalle Leimacker, Düdingen          | Düdingen       | 0 - 3 | Kanti               | 17-25, 24-26, 22-25               |
| 15ª giornata - 19 gennaio 2020 Salle du Centre Sportif, Val-de-Travers | Val-de-Travers | 0 - 3 | Düdingen            | 16-25, 13-25, 9-25                |
| 16ª giornata - 26 gennaio 2020 Sporthalle Leimacker, Düdingen          | Düdingen       | 2 - 3 | Lugano              | 18-25, 21-25, 27-25, 25-16, 13-15 |
| 17ª giornata - 1º febbraio 2020 Sporthalle Leimacker, Düdingen         | Düdingen       | 3 - 2 | Sm'Aesch Pfeffingen | 25-20, 25-20, 22-25, 14-25, 17-15 |
| 18ª giornata - 8 febbraio 2020 Sportanlage Rietstein, Wattwil          | Toggenburg     | 3 - 0 | Düdingen            | 25-22, 25-22, 25-20               |

#### Play-off scudetto
| Quarti di finale (gara 1) - 16 febbraio 2020 Sporthalle Leimacker, Düdingen      | Düdingen | 3 - 0 | Cheseaux | 25-16, 26-24, 25-21               |
| Quarti di finale (gara 2) - 22 febbraio 2020 Salle Derrière-la-Ville 5, Cheseaux | Cheseaux | 2 - 3 | Düdingen | 25-22, 20-25, 25-23, 21-25, 13-15 |
| Quarti di finale (gara 3) - 26 febbraio 2020 Sporthalle Leimacker, Düdingen      | Düdingen | 3 - 2 | Cheseaux | 25-19, 24-26, 25-18, 23-25, 15-12 |

### Coppa di Svizzera

#### Fase a eliminazione diretta
| Ottavi di finale - 12 gennaio 2020 Vereinshalle Sarnen, Sarnen    | Volleya Obwalden | 0 - 3 | Düdingen            | 16-25, 8-25, 19-25                |
| Quarti di finale - 2 febbraio 2020 Sporthalle Leimacker, Düdingen | Düdingen         | 3 - 0 | Val-de-Travers      | 25-11, 25-11, 25-11               |
| Semifinali - 23 febbraio 2020 Sporthalle Leimacker, Düdingen      | Düdingen         | 2 - 3 | Sm'Aesch Pfeffingen | 29-27, 25-20, 11-25, 15-25, 14-16 |

### Coppa CEV

#### Fase a eliminazione diretta
| Sedicesimi di finale (andata) - 11 dicembre 2019 Salle Omnisport St. Léonard, Friburgo | Düdingen         | 3 - 0 | Luka Bar         | 25-19, 25-11, 25-14 |
| Sedicesimi di finale (ritorno) - 18 dicembre 2019 Sportska dvorana Topolica, Antivari  | Luka Bar         | 0 - 3 | Düdingen         | 15-25, 18-25, 19-25 |
| Ottavi di finale (andata) - 22 gennaio 2020 Gymnase Maillan, Le Cannet                 | Volero Le Cannet | 3 - 0 | Düdingen         | 25-18, 25-19, 25-16 |
| Ottavi di finale (ritorno) - 5 febbraio 2020 Salle Omnisport St. Léonard, Friburgo     | Düdingen         | 0 - 3 | Volero Le Cannet | 15-25, 23-25, 20-25 |

## Statistiche

### Statistiche di squadra
| Competizione      | Punti | In casa | In casa | In casa | In trasferta | In trasferta | In trasferta | Totale | Totale | Totale |
| Competizione      | Punti | G       | V       | P       | G            | V            | P            | G      | V      | P      |
| ----------------- | ----- | ------- | ------- | ------- | ------------ | ------------ | ------------ | ------ | ------ | ------ |
| Lega Nazionale A  | 35    | 11      | 8       | 3       | 10           | 7            | 3            | 21     | 15     | 6      |
| Coppa di Svizzera | -     | 2       | 1       | 1       | 1            | 1            | 0            | 3      | 2      | 1      |
| Coppa CEV         | -     | 2       | 1       | 1       | 2            | 1            | 1            | 4      | 2      | 2      |
| Totale            | -     | 15      | 10      | 5       | 13           | 9            | 4            | 28     | 19     | 9      |

G = partite giocate; V = partite vinte; P = partite perse

### Statistiche dei giocatori
| Giocatrice    | Challenge Cup | Challenge Cup | Challenge Cup | Challenge Cup | Challenge Cup |
| Giocatrice    | P             | PT            | AV            | MV            | BV            |
| ------------- | ------------- | ------------- | ------------- | ------------- | ------------- |
| S. Brunner    | 4             | 18            | 15            | 1             | 2             |
| S. Cash       | 4             | 34            | 22            | 6             | 6             |
| T. Deprati    | 3             | 0             | 0             | 0             | 0             |
| S. Dimitrova  | 4             | 37            | 33            | 3             | 1             |
| R. Doškova    | 3             | 27            | 25            | 0             | 2             |
| S. Girard     | 4             | 15            | 10            | 5             | 0             |
| I. Granvorka  | 4             | 33            | 29            | 1             | 3             |
| F. Knutti     | 2             | 0             | 0             | 0             | 0             |
| A. Mebus      | 4             | 4             | 4             | 0             | 0             |
| M. Pierret    | 4             | 6             | 2             | 1             | 3             |
| N. Portmann   | -             | -             | -             | -             | -             |
| E. Steinemann | 0             | 0             | 0             | 0             | 0             |
| S. Sulser     | 4             | 12            | 9             | 1             | 2             |
| L. Zurlinden  | 3             | 0             | 0             | 0             | 0             |

P = presenze; PT = punti totali; AV = attacchi vincenti; MV = muri vincenti; BV = battute vincenti

NB: Non sono disponibili i dati relativi alla Lega Nazionale A, alla Coppa di Svizzera e alla Supercoppa svizzera e di conseguenza quelli totali